# Ambient (album)
Ne pas confondre avec le genre de musique Ambient.
Albums de Moby
Early Underground
(1993) Move - The EP
(1993)
Singles
Ambient est le deuxième album studio du musicien américain Moby, paru le 17 août 1993.
Les différentes critiques concernant cet album sont plutôt médiocres. Ce n'est pas un succès et il reste encore méconnu.
Ambient n'est pas la seule aventure de Moby qui porte d'ailleurs un réel intérêt pour ce genre musical étant donné qu'il a fait paraître des titres ambient soit à l'intérieur de ses albums studios, soit en CD en édition limitée (souvent avec un album) comme pour : Underwater (avec Everything is Wrong), Little Idiot (avec Animal Rights), Hotel: Ambient (avec Hotel), et enfin Wait for Me: Ambient (contenant des titres remixés de Wait for Me).

## Compositions
L'album est composé de titres ambient ressemblant à ceux d'Aphex Twin, notamment ses Selected Ambient Works 85-92 et Selected Ambient Works Volume II.
La particularité de ce genre est d'être composé très souvent de morceaux calmes et surtout instrumentaux. C'est le cas pratiquement partout sur cet album, exception faite sur Tongues (chœur) et sur Bad Days (voix répétant le titre du morceau). On retrouve également souvent un beat qui donne un côté dansant à l'album (sauf sur J Breas et Piano & String avec des pianos et des synthétiseurs). Ces synthétiseurs sont présents partout (particulièrement sur Bad Days où on trouve un effet de balayage, sur Sound où le synthétiseur est très aiguë, sur 80 où les synthétiseurs imitent une guitare acoustique, et sur Myopia où les synthétiseurs se mélangent aux basses). Deux autres titres contiennent des battements plus complexes (House of Blue Leaves, avec un beat et plusieurs claviers, et My Beautiful Blue Sky avec un rythme tribal, des synthétiseurs et un piano).
Des titres paraissent sombres (Bad Days, Lean on Me) alors que d'autres sont plus joyeux et rythmés (Heaven, Tongues, Dog).

## Liste des morceaux
| 1.    | My Beautiful Blue Sky | 5:19 |
| 2.    | Heaven                | 8:16 |
| 3.    | Tongues               | 5:37 |
| 4.    | J Breas               | 2:47 |
| 5.    | Myopia                | 4:46 |
| 6.    | House of Blue Leaves  | 6:20 |
| 7.    | Bad Days              | 2:27 |
| 8.    | Piano & String        | 1:35 |
| 9.    | Sound                 | 1:11 |
| 10.   | Dog                   | 7:35 |
| 11.   | 80                    | 2:05 |
| 12.   | Lean on Me            | 3:51 |
| 51:49 |                       |      |

## Singles
Contrairement à de nombreux albums de Moby, il n'y a aucun single extrait de Ambient.

## Crédits
- Moby : auteur, producteur.
- Wendi Horowitz : designer.
- Bob Ward : montage numérique.
- Jill Greenberg : photographe.